# Lampsilis powellii
Lampsilis powellii är en musselart som först beskrevs av I. Lea 1852.  Lampsilis powellii ingår i släktet Lampsilis och familjen målarmusslor. IUCN kategoriserar arten globalt som starkt hotad. Inga underarter finns listade i Catalogue of Life.